# Lista de vereadores de Quatis
Esta é a lista de vereadores de Quatis, município brasileiro do estado do Rio de Janeiro.
A Câmara Municipal de Quatis é formada por nove representantes.

## 8ª Legislatura (2021–2024)
Estes são os vereadores eleitos nas eleições de 15 de novembro de 2020, pelo período de 1° de janeiro de 2021 a 31 de dezembro de 2024:
| Mesa Diretora (2021-2022)           |                       |                        |                              |
| Nome                                | Início do mandato     | Fim do mandato         | Cargo                        |
| José Jadenilso da Silva (PSC)       | 1º de janeiro de 2021 | 31 de dezembro de 2022 | Presidente da Câmara         |
| Nilde Hipólito Filho (PSC)          | 1º de janeiro de 2021 | 31 de dezembro de 2022 | 1º Vice-presidente da Câmara |
| André Gomes Martins (DEM)           | 1º de janeiro de 2021 | 31 de dezembro de 2022 | 2º Vice-presidente da Câmara |
| Willian de Carvalho Rosário (DEM)   | 1º de janeiro de 2021 | 31 de dezembro de 2022 | 1º Secretário                |
| Carlos Alberto Lopes Reygio (PATRI) | 1º de janeiro de 2021 | 31 de dezembro de 2022 | 2º Secretário                |

|   | Nome                                                                       | Partido                                | Votos | %    | Observações |
| - | -------------------------------------------------------------------------- | -------------------------------------- | ----- | ---- | ----------- |
| 1 | Willian de Carvalho Rosário (Barra Mansa, 26.02.1991–)                     | Democratas (DEM)                       | 509   | 6,18 | 1º mandato  |
| 2 | Francisco Antônio de Paula Franco, Chicão (Quatis, 22.11.1952–)            | Movimento Democrático Brasileiro (MDB) | 358   | 4,35 | 1º mandato  |
| 3 | Alex Miller Alves D'Elias (Barra Mansa, 31.08.1978–)                       | Patriota (PATRI)                       | 357   | 4,34 | 1º mandato  |
| 4 | Luiz Fernando Nascimento Faria, Fernando Maninho (Quatis, 20.12.1982–)     | Partido Social Democrático (PSD)       | 290   | 3,52 | 2º mandato  |
| 5 | André Gomes Martins, André Jabuti (Barra Mansa, 01.11.1975–)               | Democratas (DEM)                       | 287   | 3,49 | 1º mandato  |
| 6 | Carlos Alberto Lopez Reygio, Casoba da Academia (Barra Mansa, 08.04.1975–) | Patriota (PATRI)                       | 281   | 3,41 | 1º mandato  |
| 7 | José Jadenilso da Silva, DJ Denilson (2021-2022) (Liberdade, 09.09.1971–)  | Partido Social Cristão (PSC)           | 270   | 3,28 | 2º mandato  |
| 8 | Nilde Hipólito Filho, Nildinho (Barra Mansa, 30.01.1974–)                  | Partido Social Cristão (PSC)           | 232   | 2,82 | 1º mandato  |
| 9 | Maria Rosa dos Santos Elias (Quatis, 23.02.1966–)                          | Partido Social Liberal (PSL)           | 122   | 1,48 | 1º mandato  |

## 7ª Legislatura (2017–2020)
Estes são os vereadores eleitos nas eleições de 2 de outubro de 2016, pelo período de 1° de janeiro de 2017 a 31 de dezembro de 2020:
|   | Nome                                                                         | Partido                                            | Votos | %    | Observações |
| - | ---------------------------------------------------------------------------- | -------------------------------------------------- | ----- | ---- | ----------- |
| 1 | Emerson Oliveira de Almeida, Cabeludo (2017-2018) (Andrelândia, 01.07.1977–) | Partido Popular Socialista (PPS)                   | 362   | 4,29 | 1º mandato  |
| 2 | Aluísio Max Alves D'Elias (Barra Mansa, 12.02.1980–)                         | Partido Democrático Trabalhista (PDT)              | 308   | 3,65 | 1º mandato  |
| 3 | José Jadenilso da Silva, DJ Denilson (Liberdade, 09.09.1971–)                | Partido Popular Socialista (PPS)                   | 304   | 3,61 | 1º mandato  |
| 4 | Flávio Florentino, Flavinho do Cereais (2019-2020) (Quatis, 20.09.1963–)     | Partido Humanista da Solidariedade (PHS)           | 273   | 3,24 | 1º mandato  |
| 5 | Luiz Fernando Nascimento Faria, Fernando Maninho (Quatis, 20.12.1982–)       | Partido Trabalhista do Brasil (PTdoB)              | 252   | 2,99 | 1º mandato  |
| 6 | Marcela da Silva Fonseca Meyer (Resende, 04.06.1986–)                        | Partido Social Democrático (PSD)                   | 249   | 2,95 | 1º mandato  |
| 7 | Paulo Vitor da Silva, Vitinho (Resende, 25.11.1987–)                         | Partido Republicano da Ordem Social (PROS)         | 248   | 2,94 | 1º mandato  |
| 8 | Tadeu José de Paula Silva (Quatis, 21.01.1981–)                              | Partido Humanista da Solidariedade (PHS)           | 237   | 2,81 | 1º mandato  |
| 9 | Edimilson de Oliveira Silva, Edimilson do Forte (Quatis, 09.03.1970–)        | Partido do Movimento Democrático Brasileiro (PMDB) | 227   | 2,69 | 1º mandato  |

## Legenda
| Cor  | Significado          |
| Bege | Presidente da Câmara |
| Azul | Suplente             |